# Mendelevium
Mendelevium är ett syntetiskt radioaktivt grundämne som tillhör aktiniderna. Mendelevium är en transuran.
Mendelevium är uppkallat efter Dmitrij Mendelejev, den ryske kemist som skapade det periodiska systemet.
Mendeleviums kemiska tecken är Md.
Mendelevium framställdes första gången 1955 i USA genom att einsteinium 253 besköts med α-partiklar.